# Gottfried Arnold (Theologe)

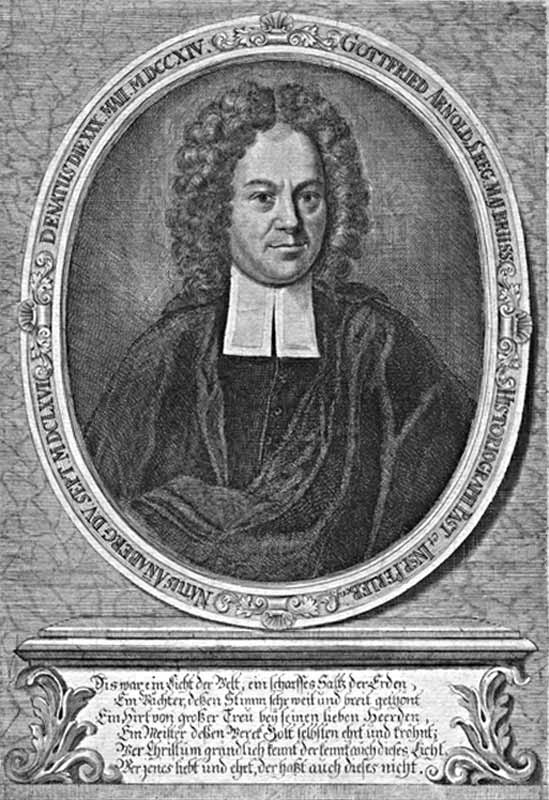
Gottfried Arnold (Kupferstich von Georg Paul Busch)

Gottfried Arnold (* 5. September 1666 in Annaberg; † 30. Mai 1714 in Perleberg), Pseudonym: Christophorus Irenaeus, war ein deutscher pietistischer Theologe, der vor allem als Verfasser der Unparteyischen Kirchen- und Ketzer-Historie bekannt ist, die die Geschichte der christlichen Kirche als Verfallsgeschichte deutet. Von seiner Wirkungsgeschichte aus betrachtet war er der bedeutendste Vertreter des radikalen Pietismus.

## Leben

Wichtige biografische Stationen Arnolds (eingezeichnet auf einer heutigen Deutschlandkarte)

### 1666 bis 1699

#### Kindheit, Studium und Hauslehrer-Tätigkeit
Gottfried Arnold war der Sohn des Präzeptors (Lateinschullehrers) von Annaberg. Er wurde am 5. September 1666 geboren und am 6. September desselben Jahres getauft. Er besuchte das Gymnasium in Gera und studierte im Anschluss an das Grundstudium der artes liberales Theologie in Wittenberg, was sein Vater unterstützt hat. Wittenberg war ein Hort der lutherischen Spätorthodoxie. Arnold lehnte diese aber später ab. Laut eigener Aussage wurde er 1686 dazu überredet, Magister zu werden; seine Promotion zum Magister artium war dann am 28. April 1687 in Wittenberg.
Durch die Schriften Philipp Jacob Speners wurde sein Interesse für den Pietismus geweckt. Seit 1688 bis zu seinem Lebensende stand er mit Spener in brieflichem Kontakt. Spener bewog Arnold, nach Frankfurt am Main zu gehen, und vermittelte ihm Stellen als Hauslehrer in Dresden (1689 bis 1693) und Quedlinburg (1693 bis 1696). Dort geriet Arnold unter den Einfluss mystisch-spiritualistischer Frömmigkeit samt ihrer Kirchenkritik. Er verzichtete auf die Übernahme eines Pfarramtes und die Ehe und widmete sich ganz der theologischen Schriftstellerei.
Zwischen 1696 und 1699 hat sich Arnold zum Radikalpietisten entwickelt. Bis 1696 war er noch der Auffassung, innerhalb der Kirche ein wahres Christentum leben zu können, was man an der ersten Ausgabe der Homilien des Makarios feststellen kann. Spätestens 1699 im Widmungsgedicht zur Neuauflage dieser Makarios-Homilien werden radikalpietistische Züge deutlich. An vier Aspekten lässt sich die Radikalisierung Arnolds feststellen:
- Kontakte zum Quedlinburger Pietistenmilieu
- die Ansicht vom Urchristentum als Maßstab (Erste Liebe)
- Auseinandersetzung mit Makarios
- Ablegen der Professur in Gießen

#### Professur in Gießen
1697 wurde Arnold nach dem großen Erfolg seiner Schrift Die Erste Liebe der Gemeinden Jesu Christi als Professor der Geschichte an die pietistisch geprägte Universität Gießen berufen. Diese Berufung geht auf den Landgraf Ernst Ludwig von Hessen-Darmstadt zurück, der seinen Entschluss zur Anstellung Arnolds am 24. März 1696 mitteilte. Dass der Landgraf ihn unabhängig von Arnolds eigenen Ambitionen berufen hatte, sah Arnold zunächst als einen Fingerzeig Gottes, im Nachhinein dann aber als Fehlentscheidung. Aber wie ist der Landgraf überhaupt auf Arnold und sein Werk aufmerksam gemacht worden? Hierfür kommen die pietistischen Gießener Professoren Johann Christoph Bilefeld, Johann Heinrich May und Johann Reinhard Hedinger ins Spiel, die diese Entscheidung bezüglich ihres Gesinnungsgenossen zumindest gutheißen mussten, wenn sie nicht sogar selbst daran beteiligt waren. Dafür spricht nicht zuletzt, dass die Landgräfin Dorothea Charlotte ein offenes Ohr für die Anliegen der Pietisten hatte. Arnold selbst lehnte laut seinem Offenherzigen Bekenntnis den Ruf erst ab, hat sich dann aber durch andere Leute und ihre Argumente überreden lassen.
Obwohl das Vorlesungsverzeichnis vom 24. April 1697 Arnold schon für das Sommersemester ankündigte, trat er sein Amt erst im Wintersemester an. Der erste Eintritt in „die Hessischen Lande“ ist laut Vorrede zu den Göttlichen Liebesfunken auf den 12. Juni 1697 datiert. Johann Konrad Dippel beschreibt in seinem Lebenslauf eine Begegnung mit Arnold und seinen Begleitern, die aus Sachsen nach Gießen kamen. Die Gefährten sind M. Johannes Christian Lange und Johannes Andreas Schilling, deren Immatrikulation am 23. August 1697 erfolgte, was also zugleich die Zeit angibt, in der Arnold nach Gießen umsiedelte (wohl der zweite Eintritt in Hessen-Darmstadt), um dann Anfang September sein Amt anzutreten.
Am 1. September 1697 unterzeichnete Arnold den Religionsrevers, der ihn auf bestimmte Schriften verpflichtete (Confessio Augustana invariata, die Apologie, die Wittenberger Konkordie, die Schmalkaldischen Artikel und Luthers Katechismen, aber nicht die Konkordienformel). Außerdem mussten Unterzeichner Abweichungen von den Lehren dieser Schriften anzeigen. Vor der Antrittsvorlesung war Arnold also bei der öffentlichen Verlesung der genannten Bekenntnisverpflichtung im Senat der Universität, an die sich der Eid auf den Landesherrn sowie die Unterzeichnung der Universitätsgesetze anschlossen.
Am 2. September hielt Gottfried Arnold seine Antrittsvorlesung De corrupto historiarum studio. Am 20. November 1697 war er das erste Mal bei der Landgräfin, die in einem Brief an Bilefeld schrieb, dass Arnold sie überzeugt habe und sie ihm gegenüber positiv gestimmt sei. Ende März 1698 verließ Arnold Gießen und legte seine Professur nieder. Das Entlassungsgesuch erreichte Landgraf Ernst Ludwig am 10. Mai 1698. Arnold begründete seinen Amtsverzicht am 23. Mai 1698 gegenüber seinem ehemaligen Kollegen Professor Johann Heinrich May.
Am 18. Mai 1698 besuchte Arnold den Radikalpietisten Johann Wilhelm Petersen in Niederndodeleben.
Am 10. Juni 1698 muss spätestens das Offenherzige Bekenntnis vorgelegen haben, da das Vorwort des Verlegers auf diesen Tag datiert ist, in dem Arnold seine Entscheidung öffentlich begründet: Abgestoßen vom ruhmsüchtigen Vernunftwesen des akademischen Lebens verließ er die Universität also bereits nach seinem ersten Semester wieder. Seinem Gießener Kollegen Johann Heinrich May schrieb er, daß der Greuel der Verwüstung (Dan. 9,27; Mk. 13,14) ein Ausmaß erreicht habe, dass nur der Auszug aus Babel als einzige Konsequenze bleibe. Spener verfasste über dieses Werk einen Brief am 28. November 1698. Am 29. November reagierte Arnold auf Kritik zu seinem Offenherzigen Bekenntnis. Zusammenfassend lassen sich mindestens drei Motive feststellen, die Arnold zur Niederlegung seiner Professur bewegten:
1. die Feststellung, dass selbst an einer pietistischen Universität Streit vorherrscht
2. Abwendung von der kirchengeschichtlichen Forschung, die er selbst als eine Art Zeitverschwendung wahrnimmt (er hätte aus seiner Sicht die Zeit lieber zu Gottes Ehre verwenden sollen)
3. die Herzensangst, dass „das zarte Leben Christi in mir sehr abnahm“, also vom rechten Weg des Glaubens abzukommen

Hinzu kommt, dass Johann Konrad Dippel tätlich bedroht und angegriffen wurde und Arnold nicht wissen konnte, ob es ihm selbst ähnlich ergehen würde.
Arnold kehrte zurück nach Quedlinburg, wo 1699 sein Hauptwerk Unparteyische Kirchen- und Ketzer-Historie (UKKH) erschien, in dem er die Ansicht vertrat, dass die christliche Wahrheit von der Großkirche verraten und bei den von ihr als Ketzer Verfolgten zu finden sei.

### 1700 bis 1714
Wegen des Pietismusstreits in Quedlinburg wurde es für Arnold schwierig, weiterhin dort zu wohnen. Das Separatistenedikt der Äbtissin des Quedlinburger Stifts ist auf den 31. Juli 1700 datiert: Das Fernbleiben von Gottesdienst, Beichte und Abendmahl wird mit Strafen bedroht. Am 27. Dezember 1700, am 14. Oktober 1700, um den 20. November 1700 herum und am 3. Dezember 1700 wurde Sprögel unter Androhung von einer Geldstrafe dazu aufgefordert, Arnold aus seinem Haus auszuweisen. Auch die Pfarrer hetzen von ihren Kanzeln gegen Arnold. In Der richtigste Weg (eine Predigtsammlung von drei Predigten aus 1700) verteidigt sich Arnold gegen die Vorwürfe, indem er darauf verweist, dass er nie vom Wort Gottes abgewichen sei. Außerdem habe er in der UKKH zwar Meinungen von Ketzern referiert, diese seien aber nicht zwangsläufig seine eigenen.
Allerdings ergreift der preußische Kurfürst für Arnold in einem Schutzbrief von 23. Oktober 1700 Partei, in dem er darauf verweist, dass Arnold keinen Vorwürfen von Seiten der zuständigen Gerichtsbarkeit (foro competente) ausgesetzt ist. Am 1. November kommt Arnold seiner Ausweisung zuvor, weil er noch vor Eintreffen des Schutzbriefs Quedlinburg für kurze Zeit verlässt. Nach Eintreffen des Schutzbriefs kehrt Arnold wieder zurück nach Quedlinburg. Am 5. November organisiert von Stammer für ihn militärischen Schutz, um die Interessen des Kurfürsten gegenüber der Äbtissin durchzusetzen. Eine königliche Kommission – bestehend aus pro-pietistischen Vertretern – mit Schutzauftrag für Arnold wird eingesetzt, um Frieden in der Sache zu stiften und Arnold eine Stelle anderswo (Allstedt) zu ermöglichen. Arnold hat Probleme damit, die Beichte abzunehmen und das Abendmahl unterschiedslos auszuteilen. Daher kommt die Schlossprediger-Stelle bei der Herzogin Sophie Charlotte von Sachsen-Eisenach in Allstedt gelegen. Die Probleme bestehen darin, dass zum einen diese Stelle auch einen Eid auf Bekenntnisse impliziert und zum anderen Arnold nicht verheiratet war. Die kürzlich verwitwete, 30-jährige Herzogin hat dem nur fünf Jahre älteren Arnold (zu dem Zeitpunkt ebenso unverheiratet) die Heirat wohl nahegelegt, um keine Gerüchte aufkommen zu lassen.
1701 löst Arnold erhebliche Irritationen unter seinen radikal-pietistischen Gesinnungsgenossen aus: Er gibt die in seiner Schrift über Sophia gepriesene Ehelosigkeit auf und heiratet am 5. September Anna Maria Sprögel, die Tochter des Werbener Superintendenten Johann Heinrich Sprögel, woraufhin der Spiritualist Johann Georg Gichtel und dessen Anhänger den Kontakt mit Arnold abbrechen. Gichtel hofft zunächst, dass Arnold mit seiner Frau eine „Geschwisterehe“ führt (also eine Ehe von Glaubensgeschwistern, die in sexueller Enthaltsamkeit leben). Aber auch diese letzte Hoffnung wird spätestens 1704 durch die Geburt der Tochter Arnolds (Sophia Gottfreda) enttäuscht.
Darüber hinaus wurde er Januar 1702 Schlosspfarrer in Allstedt, nahm also ein offizielles kirchliches Amt an, wobei es sich nicht um ein klassisches Gemeindepfarramt handelt, sondern um eine Stelle als persönlicher Seelsorger von der Herzogin Sophie Charlotte – er musste das Abendmahl also nicht unterschiedslos austeilen. Er beharrte aber weiterhin auf radikalen Positionen. So weigerte er sich, den Eid auf die Konkordienformel zu leisten, worauf sich die orthodoxe Pfarrerschaft Eisenachs gegen ihn wandte. Obwohl der König Friedrich I. sich dafür stark macht, Arnold den Eid zu erlassen, besteht aber der Herzog J.-W. von Sachsen-Eisenach auf diesen Eid, damit kein Präzedenzfall geschaffen wird (Brief vom 20. September 1701 an den König). Seine grundlegenden Positionen hat Arnold nie aufgegeben, auch wenn er sie modifizierte und seine extremen Ansichten nach 1701 mäßigte.
Der pietistische Beamtenadel des Berliner Hofs und selbst Friedrich I., der Arnold 1702 zum königlichen Historiographen ernannt hatte, verwandten sich für ihn, damit Arnold den Schutz eines preußischen Beamten genießt. Von ca. 1702 bis 1704 ruht der Streit um den Eid Arnolds, aber im September 1704 bekommt Arnold ein Ultimatum gestellt, Allstedt zu verlassen. Arnold musste also trotz der Unterstützung durch den König 1705 seinen Posten in Allstedt aufgeben und übernahm in Werben das Amt des Pfarrers und Superintendenten – entsprechend dem Vorschlag Sprögels, der sein Schwiegervater und Vorgänger auf dieser Stelle ist. Der Vorteil an Werben ist, dass Arnold auf dem Gebiet Preußens keinen Eid leisten muss, weil er hier dem König Friedrich I. untersteht, der ihn schon länger unterstützt hat. Arnold passt insofern seine theologische Haltung an, dass er nun bereit ist, auch ein Gemeindepfarramt zu übernehmen, was er in seinem Werk Die geistliche Gestalt eines evangelischen Lehrers (1704 in Halle erschienen) tut.
Ab 1707 übte er diese Ämter in Perleberg aus. Neben der Gemeindearbeit setzte er seine schriftstellerische Arbeit fort, die eine starke Kontinuität seines (radikal-pietistischen) theologischen Denkens aufweist.
Arnold erlitt einen Schwächeanfall auf der Kanzel während einer Bestattungspredigt am 21. Mai 1714. Am 30. Mai 1714 starb der seit 1713 durch Skorbut stark geschwächte Arnold, wenige Tage nachdem Rekrutenwerber Friedrich Wilhelms I. seinen Pfingstgottesdienst am 20. Mai gestürmt und junge Männer beim Abendmahl vom Altar weggerissen hatten, um sie zum Kriegsdienst zu zwingen.

### „Brüche“ und Einordnung in den Radikalpietismus
Klassischerweise werden drei „Brüche“ in Arnolds Leben angenommen:
1. Bekehrung vom orthodoxen Luthertum zum Pietismus (Dresdener Zeit)
2. Abkehr von Welt und Kirche zum radikalen Spiritualismus und mystischen Separatismus (Quedlinburger und Gießener Zeit)
3. Heirat und Rückkehr zum kirchlichen Pfarramt (1701–1702)

Trotz der angenommenen Brüche gibt es mindestens drei Aspekte, die die Kontinuität seiner inneren Überzeugungen darstellen:
1. Prägung durch den mystischen Individualismus
2. Verfallsidee der Kirche aus der UKKH
3. Distanz zur verfassten Kirche: Erklärung der äußeren Organisation als Adiaphora, Verweigerung des Eides auf die Konkordienformel, Verweigerung der Abnahme der Beichte

Arnold war und blieb ein Radikalpietist, auch in den späteren Jahren, da er auch dann noch radikalpietistische Kriterien erfüllt, obwohl er als Pfarrer in der Kirche tätig geworden ist:
- Kirchenkritik an allen „parteiischen“ (also gespaltenen) Kirchtümern
- Überbetonung der Wiedergeburt gegenüber der Rechtfertigung
- Bekehrung
- gefühlsmäßige Vereinigung mit Gott
- Liebe als Kern des Evangeliums
- frommes Leben nach urchristlichem Maßstäben
- Freiheit von theologischen, kirchlichen und politischen Zwängen
- Apokatastasis-Vorstellungen

Einen Mittelweg hat er lediglich in den folgenden beiden Punkten gewählt:
- Absonderung von der Welt und vom äußeren Kirchenwesen
- Sexualfeindlichkeit

Er hat sich für die Ehe und ein kirchliches Amt entschieden, obwohl es zuvor radikalere Phasen gab, in denen er diese Wege abgelehnt hatte.

## Werk

### Überblick
Arnold suchte nach den Wurzeln des reinen Glaubens, den er vor allem im frühen Christentum verwirklicht sah, über das er zu publizieren begann. Er übersetzte und veröffentlichte 1696 erstmals in deutscher Sprache die 50 Homilien, die unter dem Namen des ägyptischen Wüstenmönchs Makarios tradiert wurden und ein mystisch-asketisches Christentum propagierten. In diesem Jahr erschien auch seine erste größere Schrift Die Erste Liebe der Gemeinen Jesu Christi, ein Gegenentwurf zu William Caves’ Primitive Christianity (1673). Während Cave die anglikanische Kirche mit ihrer bischöflichen Verfassung, ihrem Amtspriestertum, Ritus, Festkalender und ihren Kirchenbauten in der Kontinuität des Urchristentums sah, sah Arnold im Urchristentum ein Kontrastbild zur Kirche seiner Zeit mit aufrichtiger Herzensfrömmigkeit und allgemeinen Priestertum ohne Dogmenzwang, ohne klerikale Hierarchie, ohne festgelegten Kult und ohne Kirchengebäude. Schon in dieser Schrift stellt Arnold der Kirche seiner Gegenwart das Urchristentum als Idealbild gegenüber, eine vom Heiligen Geist begabte und märtyrerbereite reine Gemeinde, die durch die konstantinische Wende und die damit aufkommende hierarchische Staatskirche mit ihrem Zwang zu Dogma und reglementiertem Kult korrumpiert worden sei.
1698 veröffentlichte Arnold unter dem Titel Göttliche Liebes-Funken 169 Gedichte und Lieder. Von mystischer Frömmigkeit getragen, fordern diese Gedichte zur Abkehr von der Welt und zum Hören auf das innere Gotteswort auf, das zur geistlichen Wiedergeburt und zum Durchdrungenwerden durch Gott führe. In diesem Werk findet sich auch Babels Grab-Lied, ein Zeugnis extremer pietistischer Kirchenkritik, das zum Sturm auf die verweltlichte Kirche aufruft und die von den kirchlichen Pietisten propagierte Reform ihrer Kirchen als aussichtslos darstellt:
1. Der Wächter Rat, / den Gott bestellet hat, / spricht die Sentenz / schon über Babels Wunden, / es sey kein Arzt noch Kraut für sie gefunden, / so gar verzweifelt böse sey der Schad, / den Babel hat.
3. Sie inficiert / den Arzt, der sie berührt, / und läßt an ihm zum Trinckgeld Plagen kleben, / der sie doch will erhalten bey dem Leben, / und flickt an ihr. So daß man deutlich spürt, / wer sie berührt.
10. Drum stürmt ihr Nest, / darein sie stolz gewest! / Zerschmettert ihre Kinder an den Steinen! / Die Schlangenbrut soll ja Niemand beweinen. Gebt ihrem Bau, dem Frevelsitz, den Rest, / und stürmt ihr Nest.
Arnold gilt mit seiner mystischen Poesie als einflussreichster Dichter des frühen Pietismus. Seine beiden Lieder O Durchbrecher aller Bande (EG 388) und So führst du doch recht selig, Herr, die Deinen fanden in fast allen evangelischen Gesangbüchern Eingang. Johann Sebastian Bach hat das Lied Arnolds Vergiss mein nicht vertont (BWV 504 und 505).
Arnolds bedeutendstes Werk ist die Unparteyische Kirchen- und Ketzerhistorie (siehe unten). 1700 folgte die Schrift Das Geheimnis der göttlichen Sophia, die an Jakob Böhme anschließt und in erotischen Bildern, besonders des Hoheliedes, die Vereinigung des wahrhaft Gläubigen mit der personifizierten Weisheit schildert.

### „Die Erste Liebe“ (1696)

#### Einflüsse und Wirkungsgeschichte

Arnolds Schrift „Erste Liebe“ im Kontext seiner Zeit

Zu den wichtigsten Einflüssen zählt zunächst Professor Conrad Samuel Schurzfleisch, der Arnold das methodische Rüstzeug und eine profunde Quellenkenntnis vermittelte. Auch Spener ist zu nennen, der in seiner Schrift Pia Desideria (1675) bereits den Gedanken vom vorbildlichen Urchristentum vertritt, das viele Beispiele von der praxis pietatis enthalte (Glaube, der konkret tätig wird und sich im Leben zeigt). Die von Spener genannten Beispiele tauchen auch in Arnolds Erster Liebe auf. Auf William Cave verweist Arnold selbst explizit: Die Erste Liebe soll eine Art Erläuterung sein und kann zugleich als Gegenentwurf verstanden werden. Einerseits haben beide Interesse am Urchristentum und verleihen ihm normativen Charakter, andererseits setzt Arnold den Verfall schon früher als Cave ein, der im 4. Jahrhundert Legitimationen für die gegenwärtige Gestalt und Ämterstruktur der anglikanischen Kirche sieht, die Arnold kritisiert.
Die Wirkungsgeschichte lässt sich zunächst gut an radikalpietistischen Kirchenkritikern zeigen, die in Arnold ihren Kronzeugen finden. Auch philadelphische Zirkel im niederhessischen Werragebiet vertiefen sich in die Erste Liebe, was man exemplarisch an Hochmann von Hochenau und den Schwarzenauer Neutäufern verdeutlichen kann. Spener schätzt das Werk Arnolds so hoch, dass er es öffentlich in Berlin in Anschluss an Nachmittagsgottesdienste lesen lässt. Daneben sind die Anfänge der Herrnhuter Brüdergemeine von der Schrift geprägt, auch wenn Zinzendorf besonders ab den 1740ern Kritik laut werden lässt. In der Wittenberger Orthodoxie, die Arnold eigentlich vom Verfall nicht ausschließt, räumt zumindest ein Rezensent in den Unschuldigen Nachrichten ein, dass die Schrift für Prediger geeignet ist. In der Aufklärung wird das Buch höchstens noch als Erbauungsliteratur wertgeschätzt, kann aber den neuen methodischen Ansprüchen nicht gerecht werden, wie etwa Baumgarten im Vorwort zur sechsten Auflage 1740 anmerkt.

#### Vorrede

Kerngedanken aus Arnolds Schrift „Erste Liebe“

In der Vorrede macht Arnold deutlich, dass die Entwicklung der Kirche eine Verfallsgeschichte sei. Je näher man an die Zeit des Ursprungs komme, desto reiner seien Lehre und Handeln Jesu sowie seiner Apostel noch in der Kirche zu finden. Die ersten 300 Jahre scheinen hierfür besonders geeignet, ab der Konstantinischen Wende gehe es stetig bergab (XI.). Anders als sein Vorbild Cave möchte Arnold aber eine unparteiische Kirchengeschichte schreiben, die zudem Caves Werk erläutert (VII.). Arnold wirft Cave vor, in den ersten 400 Jahren vor allem das herauszusuchen, was die gegenwärtigen Kirchenstrukturen rechtfertige (IIX.). Er hingegen wünscht sich von den Lesenden, dass sie sich frei von der Gegenwart machen und sich wie auf eine Art Spaziergang in die Alte Kirche einlassen (IV.). Arnold wirft Cave darüber hinaus vor, zu wenig Bibelstellen in seiner Argumentation zu verwenden (IX.).
Der Vorteil an der Beschäftigung mit der frühen Christenheit sei, dass sich auch alle damals gegenwärtigen Konfessionen insgeheim darin einig seien, dass die Alte Kirche als Vorbild zu gelten habe. Würde man wieder die Kirche so wiederherstellen, wie sie damals war, so könnte man die Kirchenspaltungen überwinden. In diesem Punkt ist Arnold einer Meinung mit Conradus Horneius, den er positiv mit einem Zitat würdigt (I.)
Die Worte und Taten Jesu und der Apostel dienen nicht nur als Vorbilder, sondern auch als Vorschriften Gottes, denen zu folgen sei – man soll ihr Verhalten spiegeln. Besonders vorbildlich an der Alten Kirche findet Arnold, dass es weniger Äußerliches, mehr Innerliches, weniger Zeremonien, mehr Gottesfurcht gegeben habe (II.). Wahre Erkenntnis und somit auch Verständnis für die Ausführungen Arnolds seien aber denen vorbehalten, die erleuchtete Augen des Herzens haben, die durch Gottesfurcht entstehe (III.). Arnold verzichtet auf Latein, um auch Unmündigen Zugang zur Kirchengeschichte zu ermöglichen, in der bisher sonst schon viel auf Latein zur Verfügung stehe (XII.).

#### Von der Menschen wahren Bekehrung
Im ersten Kapitel des ersten Buches (Von der ersten Christen Pflicht und Bezeugung gegen Gott) thematisiert Arnold die Bekehrung, weil schon Jesus und die Apostel die Bekehrung zur Grundlage des Christentums gemacht hätten. Die menschliche Natur sei so verdorben, dass sie von sich aus nicht zum Reich Gottes geeignet sei. Die Abwendung von sich selbst und der Welt sei daher notwendig für die Umkehr zu Gott. Die Sünde werde öfter mit einer schweren Krankheit verglichen, die Sinn und Verstand beneble. Das Gesetz diene dabei der Erkenntnis der Sünde (Arnold verweist hier auch auf Röm 7,7; 3,20). Die Bekehrung werde durch Licht-Metaphern beschrieben. Zur Frucht der Erleuchtung zählen Erkenntnis der Sünde und Strafe, wodurch Gottes Güte weiter zur wahren Buße leite. Denen, die der Lehre gehorsam werden wollten, habe Gott einen willigen Geist gegeben, damit sie sich erniedrigen. Das Fühlen des göttlichen Zorns führe dabei zum Zerschlagen des hochmütigen Herzens. Jesus selbst habe auch nur den Leidtragenden Trost versprochen; denen, die ihre alten Sünden ihres Gewissens wegen beweinen. Gottes Geist bewirke den Hass auf die Sünden. Tränen und andere Wirkungen von Traurigkeit dienen als Unterscheidungsmerkmal zwischen der wahren Buße und der „Heuchel-Buße“. Die Last der Sünde sei so schwer gewesen, dass sie nicht nur Gott, sondern auch Menschen gestanden worden sei. Statt der gerechten Rache reagiere Gott aber mit der Annahme eines seligen Bekenntnisses von reuigen Gewissen. Buße sei aber nicht nur stückweise zu vollziehen, sondern aus ganzen Herzen, sodass keine Sünde mehr übrig bleibe. Die Menschen seien aber nicht stolz auf ihre Bekehrung gewesen, sondern seien Gott für seine Gnade dankbar gewesen, die sie zu ihm ziehe. Die durch den Geist gewirkte Änderung beziehe sich auf den ganzen Sinn, der eine völlig neue Ausrichtung erhalte. Die Gerechten haben nicht unheilig leben dürfen, weil die vom Tode erweckten nicht länger tot bleiben durften. Denn wer durch die Zucht Gottes aus seinem Zustand herausgerissen wurde, habe sich als würdig zu erweisen. Zu den Früchten der Buße zähle das Ablassen von Lastern, sodass z. B. aus Unzüchtigen Keusche werden. Alle Seelen bedürfen dieser Veränderung und Erneuerung. Die ersten Christen hätten aber nicht nur so geredet, sondern es gebe viele Beispiele dafür, dass sie tatsächlich auch so vorbildlich gelebt hätten. Menschen seien von sich aus dazu nicht fähig, sondern es sei Gottes Gnade gewesen, durch die Bekehrung und heiliges Leben geschenkt wurde zum Lob der Herrlichkeit Gottes.

### „Unparteiische Kirchen- und Ketzerhistorie“ (UKKH, 1699/1700)

#### Inhalt

##### Allgemeines
Arnold nimmt in seiner Historie die antirömisch geprägte Verfallsidee des reformatorischen Geschichtsbildes auf und deutet mit ihr die gesamte Kirchengeschichte. Der Verfall des Christentums beginne schon bald nach den Zeiten der Apostel und steigere sich durch Konstantin. Von der Frühzeit der Reformation kurzzeitig unterbrochen, erfasse der Niedergang auch die protestantischen Kirchen.
Dem minderwertigen institutionellen Christentum, das besonders in selbstherrlicher Machtausübung und rechthaberischem Dogmenglauben sichtbar werde, stehe die unter alle Völker und Kirchen zerstreute unsichtbare Kirche des Geistes entgegen, die aus den weltabgewandten Stillen im Lande (Psalm 35,20), zu denen Arnold ausdrücklich von der Kirche als Ketzer verfolgte Abweichler von der offiziellen Lehrmeinung zählte. Auch ketzerische Lehren wie die der Anna Vetter werden vollständig dargestellt. Das monumentale Werk endet mit dem Jahr 1688, an das Arnold anscheinend eschatologische Erwartungen knüpfte. Eschatologisch ist auch, dass Arnold nicht nur zwischen erleuchteten/erweckten und den übrigen Christen unterscheidet, sondern den Verfall des reformatorischen Protestantismus und die kriegerischen Auseinandersetzungen seiner Gegenwart als Zeichen der Zeit, genauer gesagt der Endzeit, auffasst. Diese Zeichen mahnen zur Buße.
Der Anmerkungsapparat enthält Ansätze zur zunehmenden Wissenschaftlichkeit in der Geschichtsschreibung. Dem entgegen steht aber die mystisch-spiritualistische Perspektive, die auf weltimmanente kausale Deutungen verzichtet.
Dass diese Kirchengeschichte aus Arnolds eigener Sicht „unparteiisch“ ist, meint nicht, dass sie neutral ist, sondern dass sie in Distanz zu den Religionsparteien steht. Es ist eine spiritualistische Kirchenkritik, die davon ausgeht, dass die Institutionalisierung das wahre Wesen des Christentums verfehlt, das nur in der unsichtbaren Kirche existieren kann. Nicht nur der Christenheit, sondern auch seiner eigenen, lutherischen Kirche spricht er ihr wahrhaftes Kirche-Sein ab, indem er sie als „sogenannte Kirche“ bezeichnet. Es handelt sich bei ihm um entinstutionalisierte, personalisierte Geschichtsschau, die sich konsequent von Dogmen löst und stattdessen Glaubenshaltung und Praxis fokussiert.

##### Bewertung der Reformation
Anders als die Reformatoren sieht Arnold den Verfall nicht erst mit dem Papsttum einsetzen (für Luther ca. ab 607 mit dem Pontifikat Bonifaz’ III.), sondern schon früher. Wie Spener und dessen Lehrer Johann Conrad Dannhauer sieht Arnold im Urchristentum das Leitbild zur Bewertung der kirchengeschichtlichen Entwicklungen. Das entscheidende Kriterium ist die Orthopraxie.
Die Reformation interessiert Arnold besonders: Die Reformation nimmt einen überproportional großen Teil der Darstellung ein, was nicht nur damit zu erklären ist, dass sie noch nicht so lange zurückliegt, sondern auch damit, dass die Reformation dem Urchristentum aus Arnolds Sicht nahe kommt. Er würdigt sie sogar damit, dass die erste Liebe noch hitzig war und durch das Feuer der Trübsal gut geschürt wurde.

„Nun ist wahr, dass gleich in den ersten Jahren der Reformation eine große Bewegung und Veränderung der Herzen in unzähligen Menschen, sowohl in Sachsen und anderen Orten, als auch in der Schweiz,  da Zwingli gelehrt hat, vorgegangen, indem freilich bei Vielen noch die erste Liebe war, die nicht nur von ihr selbst kräftig und hitzig, sondern auch durch das Feuer der Trübsal trefflich gefegt und unterhalten wurde. Womit sich's aber bald nach ereigneter Ruhe und Sicherheit änderte, nicht anders als es in der ersten Kirche etwa zugegangen ist.“

Dies kann Arnold aber nur für die frühe Reformation in den ersten sieben Jahren feststellen. Obwohl Luther anfänglich eine Hochschätzung von Gottes Wort gehabt hätte, kommt die Blüte durch den Bruch Luthers mit Karlstadt zu ihrem Ende.

„Inzwischen ist wohl dieses gewiss, dass Luther selber im Anfang, und ehe es zum Widerspruch und Disputieren mit Carlstadt und anderen gekommen ist, das geschriebene Wort Gottes zwar hoch geachtet und gebraucht, aber auch die[...] Kraft des Geistes und die Erleuchtung genossen hat.“

An Luther würdigt Arnold dessen Berufung. Wichtiger als die vocatio externa, die in der lutherischen Orthodoxie besonders geschätzt wurde, ist für Arnold die vocatio interna im Sinne eines mystischen Spiritualismus. Der frühe Luther habe die Erleuchtung besser vertreten als der späte. Arnold lobt den frühen Luther für seine Redlichkeit, Demut, sein Gebet und offenherziges Auftreten.

„In summa, es lehrt an ihm auch die Erfahrung, dass es um die Leute, besonders Lehrer, nie besser stehe, als wenn sie unter Kreuz und Verfolgung stecken, und noch dazu keinen Schutz noch Trost von Menschen wissen. [...] Sobald es aber einen sichtbaren Schutz und Trost merkt, so bald will es oben aus [...], fängt an über andere zu herrschen, sich selbst aber groß zu machen. [...] Es darf sich also niemand wundern, wenn an einigen, sofern sie auch Menschen, also gebrechlich gewesen sind, nach ihrem seligen Zustand unter dem Kreuz hernach bei erfolgtem Schutz und Erhebung dergleichen traurige Veränderung wahrgenommen wird.“

Als sich die Reformation etabliert und auch Luthers persönliche Gefährdungen abnehmen, verliert Luther laut Arnold ähnlich wie Saul aus der Bibel den Geist Gottes. Bescheidenheit und Heiligung würden der Heftigkeit theologischer Debatten eines selbstzentrierten Professors weichen. Auch Luthers Eheschließung wird getadelt, indem auf seine frühere Ablehnung gegenüber der Ehe rekurriert wird. Aus Arnolds Sicht ist also mit dem Jahr 1525 nicht zuletzt aufgrund der innerreformatorischen Streitigkeiten und der Heirat Luthers die Blüte der Reformation vorbei.
Arnold kritisiert die Bekenntnisse als nutzlose Instrumente zum Gewissenszwang. Die Lehre habe sich zwar verändert, aber nicht die Herzen. Daher hätten sich die positiven Tendenzen nicht durchsetzen können. Stattdessen überwiegen die negativen Seiten, wie etwa das gewaltsame Vorgehen gegen katholische Kirchen und Klöster. Daran wird exemplarisch deutlich, dass bei der Trennung vom Papsttum falsche Motive eine Rolle gespielt haben. Die radikale Reformation wird insgesamt positiver dargestellt, nicht zuletzt, weil diese Verfolgung erdulden musste: Schwärmer, Enthusiasten und Täufer bekommen breiten Raum in der Darstellung.

#### Einflüsse und Wirkungsgeschichte
Die Schrift Arnolds ist durch Christian Thomasius geprägt, was sich an den folgenden Auffassungen und Charakteristika exemplarisch verdeutlichen lässt, die beide gemeinsam teilen:
- Kirchengeschichte als Geschichte der Weisheit, Philosophiegeschichte als Geschichte der Torheit
- scharfe Trennung von Theologie (Schriftoffenbarung) und Philosophie (Vernunft)
- Bestreitung von Aristotelismus in der Theologie
- Verwendung deutscher Sprache in der Wissenschaft
- konfessionelle Toleranz
- Frontstellung gegen orthodoxe Verketzerung

Die Historie erregte großes Aufsehen und löste wütende Proteste der kirchlichen Orthodoxie aus; eine Reihe gegen Arnold gerichtete Traktate erschien. Selbst Spener missbilligte das Buch weitgehend, während Christian Thomasius vom besten und nützlichsten Buch nach der Heiligen Schrift sprach. Mit ihrem Anspruch auf unparteiisches Quellenstudium und ihrer kirchen- und dogmenkritischen Tendenz sowie der nachhaltigen Betonung des Subjektiven in der Religion und der ökumenischen Toleranz bildet sie ein wichtiges Glied im Übergang von der konfessionellen zur wissenschaftlichen Kirchengeschichtsschreibung auf dem Hintergrund der frühen Aufklärung.
Arnolds Hauptwerk hat nachweisbar auf die Geistesgeschichte gewirkt, besonders auf die Theologie (u. a. Christoph Matthäus Pfaff und Johann Salomo Semler), aber auch darüber hinaus auf das Denken so unterschiedlicher Persönlichkeiten wie Friedrichs des Großen, Gotthold Ephraim Lessings, Johann Gottfried Herders, Friedrich Schleiermachers und Johann Wolfgang Goethes, der über Arnold schrieb:

„Einen großen Einfluß erfuhr ich dabei von einem wichtigen Buche, das mir in die Hände geriet, es war Arnolds „Kirchen- und Ketzergeschichte“. Dieser Mann ist nicht ein bloß reflektierender Historiker, sondern zugleich fromm und fühlend. Seine Gesinnungen stimmten sehr zu den meinigen, und was mich an seinem Werk besonders ergetzte, war, daß ich von manchen Ketzern, die man mir bisher als toll oder gottlos vorgestellt hatte, einen vorteilhaftern Begriff erhielt.“

Im Pietismus, wo besonders Arnolds Auffassung des Verfalls der originären christlichen Idee als kirchengeschichtliches Leitmotiv weiterlebt, wird seine Nachwirkung unmittelbar besonders bei Johann Konrad Dippel und Gerhard Tersteegen sichtbar und reicht bis Johann Heinrich Jung-Stilling und zur Erweckungsbewegung des 19. Jahrhunderts (August Neander). Die mystisch-spiritualistische Geschichtsdeutung (Abwendung von Institution, Lehre, Ritus; Hinwendung zu Innerlichkeit, Herzensfrömmigkeit und Lebenswandel) und die biografischen Züge verbinden Arnolds Werk mit der Historie der Wiedergeborenen (ab 1698) von Johann Henrich Reitz.
Zu den wichtigsten Kritikern gehört Ernst Salomon Cyprian, der Arnold Separatismus vorwirft. Arnolds Erklärung vom gemeinen Sectenwesen, Kirchen- und Abendmahlgehen (1700) ist eine Reaktion auf Cyprians Vorwürfe, die keine Verteidigungsschrift darstellt, sondern Arnolds Position profiliert.

### Schriften zur Ehe (1700 + 1702)

Einflüsse von Arnolds Schrift zur göttlichen Sophia

Arnold hat zwei Schriften publiziert, die sich maßgeblich mit der Ehe bzw. Ehelosigkeit beschäftigen:
- Das Geheimnis der göttlichen Sophia (Leipzig 1700) (original: Das/ Geheimniß/ Der/ Göttlichen/ SOPHIA/ oder/ Weißheit/ Beschrieben und Besungen/ von/ Gottfried Arnold [...]).
- Das eheliche und unverehelichte Leben (Frankfurt 1702) (original: Das/ Eheliche/ und/ Unverehelichte/ Leben/ der ersten Christen/ nach ihren eigenen zeugnissen/ und exempeln/ beschrieben/ von/ Gottfried Arnold)

Zwischen den beiden Werken liegt die Eheschließung von Gottfried und Anna Maria Arnold (geborene Sprögel) am 5. September 1701. Einer der bedeutendsten Schüler Jakob Böhmes, nämlich Johann Georg Gichtel, war ursprünglich mit Gottfried Arnolds Sophia auf einer Linie. Die Heirat vergleicht er jedoch mit Simson, der von Delila erschlichen und um seine Kräfte gebracht wurde. Damit bringt er zum Ausdruck, dass Arnold seine Wirkmächtigkeit verloren hat. Zumindest gilt das für radikalpietistische Kreise, die in ihm nun einen Abtrünnigen sehen, der in seinem Leben nicht das halte, was er sonst in den Schriften schreibe. Sie sehen seine Eheschließung als Widerspruch zu seiner Sophia. Außerdem wirft Gichtel ihm vor, dass er gar keine wirklichen, tiefen Erfahrungen mit der göttlichen Sophia gemacht habe. In diesen Zusammenhang kann man die Entstehung von seiner Eheschrift 1702 einordnen: Demnach ist die Schrift eine Art kritische Auseinandersetzung mit Gichtels Auffassungen und eine Verteidigungsschrift, die den Schritt der Eheschließung legitimiert. Auch wenn die Eheschrift schon im Titel einen kirchengeschichtlichen Akzent behauptet, muss doch festgestellt werden, dass kein primär historisches Interesse ausfindig zu machen ist, sondern – ähnlich wie in der Ersten Liebe – das Urchristentum als Schauplatz für Arnolds Idealvorstellungen porträtiert wird.
|                   | Das Geheimnis der göttlichen Sophia | Das eheliche und unverehelichte Leben |
| ----------------- | --- | --- |
| Übereinstimmungen | Der ursprünglich als imago Dei geschaffene Mensch war androgyn und verlor in einem ersten Fall die Einheit mit der Sophia und somit seine weiblichen Eigenschaften, in einem zweiten Fall bekommt er durch Eva eine Gefährtin für „tierische“ Fortpflanzung. Durch die Enthaltung von geschlechtlichen Bindungen kann eine Wiedervereinigung mit der Sophia erreicht werden. | Nach wie vor ist eine hohe Wertschätzung von Enthaltsamkeit, Keuschheit, Reinigung/Reinheit und Ehelosigkeit der frühen Christenheit zu finden. Auch die Anthropologie vom androgynen Urzustand wird nicht aufgegeben („männliche Jungfrau“/„jungfräulicher Mann“). An der negativen Bewertung von Sexualität als Zeichen des gefallenen Menschen hält Arnold fest. |
| Abweichungen      | Die Vereinigung mit Sophia kann nur durch Ehelosigkeit erreicht werden. Dieser Weg zurück zum Urzustand ist für das gesamte Christentum erstrebenswert. Göttliche Sophia und irdische Eva schließen sich gegenseitig aus. | Die Vereinigung mit Sophia kann auch in einer christlichen Ehe verwirklicht werden. Nicht alle bekommen die Gabe der Ehelosigkeit verliehen. Daher dürfen sich die Ehelosen auch nicht über die Verheirateten erhöhen, sondern sie sollen sich in Demut üben, was Kennzeichen wahrer „Jungfrauenschaft“ ist. Himmlische und irdische Ehe (Sophia und Eva) verhalten sich analog zueinander. Die Ehe kann eine spirituelle Gemeinschaft bilden, die proleptisch die Herstellung der androgynen Einheit darstellen kann. Arnold distanziert sich also behutsam von der ehekritischen Spitze aus der früheren Schrift. Sexualität ist zulässig, weil sie der Fortpflanzung dient. Nun gibt es für ihn eine reine christliche Ehe unter Einschluss von Sexualität, da die Reinigung primär im Kampf gegen Sünde besteht. |

Die Idee einer heiligen Liebesehe mit Sophia stammt aus der Sapientia Salomonis: Salomo wird vom Geist der Weisheit ergriffen, wobei er alles göttliche Wissen über die Welt mitgeteilt bekommt. Die Weisheit ist Schöpfungskraft, die zu Gott vermittelt und Seelen zu Freunden Gottes und Propheten macht (Sap 7,26f). Deswegen vereinigt sich Salomo mit ihr:

„2 Diese Weisheit habe ich geliebt und gesucht von meiner Jugend an und danach getrachtet, sie mir zur Braut zu nehmen, und ich habe ihre Schönheit lieb gewonnen. 3 Sie ist von herrlichem Adel, denn sie ist eine Gefährtin Gottes, und der Herr aller Dinge hat sie lieb. 4 Denn sie ist in Gottes Wissen eingeweiht und hat teil an seinen Werken.“

Dementsprechend lobt Salomo die Unfruchtbarkeit, das Entmanntsein und Kinderlosigkeit (Sap 3,13f; 4,1f).
Das Motiv, dass Adam weibliche Anteile in sich hatte (Androgynität), findet sich vor Arnold schon in der Sophia-Imagination von Böhme (1575–1624), deren Ziel die Wiedererlangung dieses Status ist, in dem man nicht mehr vom Sexualtrieb zur Sünde verleitet wird. Gichtel adaptiert Böhme und verknüpft mit der Sophia-Lehre die Ablehnung von Sex und der Ehe. Selbst Geschlechtsverkehr innerhalb der Ehe sei Hurerei. Der paulinische Rat aus 1. Kor 7, zu heiraten, um Hurerei vorzubeugen, sei nur an Heiden gerichtet. Mit der Wiedergeburt höre die Fortpflanzung auf und man orientiere sich an Christus, der ebenso ehelos gelebt habe. Für Gichtel gibt es aber auch Verheiratete, die sich „geistlich beschneiden“, also eine sexuell enthaltsame Ehe führen. Hierzu zählt zunächst auch Arnold, der allerdings mit Heirat (1701) und der Zeugung seiner Tochter (1704) die strenge Linie Gichtels verlässt.
Arnold beschreibt die geistliche Vermählung mit der göttlichen Sophia mit erotischen Bildern, die die Unvergleichbarkeit zu einer irdischen Frau betonen soll:

„Man darf sich dann getrost an ihre Brust legen und saugen bis zur Sättigung; und alle ihre reinen Kräfte stehen offen, sie im paradiesischen Liebes-Spiel in sich zu ziehen.
In ihrer ganzen Beiwohnung ist reine Wollust. Nimmermehr kann eine irdische Braut einem Manne geschmückter, keuscher, züchtiger und anmutiger vorkommen als diese hochgelobte Jungfrau.“

## Zitat
„Die tyrannisierende Clerisey hat aufs greulichste die theuersten Zeugen Jesu Christi als Ketzer angeklagt.“

## Eingang in die Tradition
Am 30. Mai (sein Todestag) ist Arnolds Gedenktag im Evangelischen Namenkalender.
Arnold ist in das Evangelische Gesangbuch (Nr. 388) mit dem Lied „Oh Durchbrecher aller Banden“ (1698) eingegangen.:

„1. O Durchbrecher aller Bande, 
der du immer bei uns bist, 
bei dem Schaden, Spott und Schande 
lauter Lust und Himmel ist, 
übe ferner dein Gerichte 
wider unsern Adamssinn, 
bis dein treues Angesichte 
uns führt aus dem Kerker hin.
2. Ist’s doch deines Vaters Wille, 
dass du endest dieses Werk;
hierzu wohnt in dir die Fülle 
aller Weisheit, Lieb und Stärk,
dass du nichts von dem verlierest,
was er dir geschenket hat,
und es aus dem Treiben führest
zu der süßen Ruhestatt.
3. Ach so musst du uns vollenden,
willst und kannst ja anders nicht;
denn wir sind in deinen Händen,
dein Herz ist auf uns gericht’,
ob wir wohl von allen Leuten
als gefangen sind geacht’,
weil des Kreuzes Niedrigkeiten
uns veracht’ und schnöd gemacht.
4. Schau doch aber unsre Ketten,
da wir mit der Kreatur
seufzen, ringen, schreien, beten
um Erlösung von Natur,
von dem Dienst der Eitelkeiten,
der uns noch so hart bedrückt,
ob auch schon der Geist zuzeiten
sich auf etwas Bessers schickt.
5. Haben wir uns selbst gefangen
in der Lust und Eigenheit,
ach so lass und nicht stets hangen
in dem Tod der Eitelkeit;
denn die Last treibt uns zu rufen,
alle flehen wir dich an:
Zeig doch nur die ersten Stufen
der gebrochnen Freiheitsbahn!
6. Ach, wie teu’r sind wir erworben, 
nicht der Menschen Knecht zu sein! 
Drum, so wahr du bist gestorben, 
musst du uns auch machen rein, 
rein und frei und ganz vollkommen, 
nach dem besten Bild gebild’t;
der hat Gnad um Gnad genommen, 
wer aus deiner Füll’ sich füllt. 
7. Liebe, zieh uns in dein Sterben;
lass mit dir gekreuzigt sein, 
was dein Reich nicht kann ererben;
führ ins Paradies uns ein.
Doch wohlan, du wirst nicht säumen, 
lass uns nur nicht lässig sein;
werden wir doch als wie träumen, 
wenn die Freiheit bricht herein.“

## Schriften

### Bibliographie der Werke Gottfried Arnolds
- Gerhard Dünnhaupt: Gottfried Arnold. In: Personalbibliographien zu den Drucken des Barock. Band 1. Hiersemann, Stuttgart 1990. S. 314–352 ISBN 3-7772-9013-0.

### Alte Drucke
- Dissertatio de locutione Angelorum. Wittenberg 14. Dezember 1687; in: Antje Mißfeldt (Hg.), siehe unten (Aktuelle Ausgaben).
- M. G. A. A. M. [Magistri Godofredi Arnoldi Artium Magistri] Erstes Marterthum/ oder Merckwürdigste Geschichte der ersten Märtyrer mit der ältesten Scribenten eigenen Worten treulich beschrieben. Quedlinburg 1695.
- Die Erste Liebe Der Gemeinen Jesu Christi/ Das ist/ Wahre Abbildung Der Ersten Christen/ Nach Ihren Lebendigen Glauben Und Heiligen Leben. Friedeburg, Frankfurt am Main 1696.
- Kurtz gefaste Kirchen-Historie/ des Alten und Neuen Testaments. Fritsch, Leipzig 1697.
- Gottliche Liebes-Funcken, aus dem grossen Feuer der Liebe Gottes in Jesu Christo entsprungen und gesammlet von Gottfried Arnold.

Teil 1, J.D. Zunner, Frankfurt am Main 1698. Darin Nr. 126 (von 169): Babels Grab-Lied.
Teil 2 (Anderer Theil der Gottlichen Liebes-Funcken.) J.D. Zunner, Frankfurt am Main 1701.
- Die Zeichen Dieser Zeit/ Bey Dem Anfang der instehenden Trübsalen. Struntz, Aschersleben 1698.
- Unparteyische Kirchen- und Ketzer-Historie. Fritsch, Leipzig und Frankfurt am Main 1699 f. Digitalisat (Bd. 1), Digitalisat und Volltext im Deutschen Textarchiv (Band 2)

Digitalisat der Ausgabe Frankfurt am Main: Thomas Fritschens sel. Erben 1729, Exemplar der Library of Congress.
- Ein Denckmahl Des Alten Christenthums Bestehend in des Heil. König, Goslar, Leipzig 1699.
- Offenhertzige Bekäntniß. Erstausgabe 1698; erstmals ediert und kritisch kommentiert von Dietrich Blaufuß in: Antje Mißfeldt (Hrsg.), siehe unten (Aktuelle Ausgaben).
- Godfrid Arnolds Offenhertzige Bekandtnuß/ Welche Bey unlängst geschehener Verlassung Seines Academischen Ampts abgeleget worden. Papen, Berlin 1699.
- Vitae Patrum Oder Das Leben Der Altväter und anderer Gottseeligen Personen. Waysen-Haus, Halle 1700. 1. Teil, 2. Teil
- Das Geheimniß Der Göttlichen Sophia oder Weißheit. Fritsch, Leipzig 1700.
- Der richtigste Weg Durch Christum zu Gott. Fritsch, Frankfurt am Main, Leipzig 1700. Digitalisat
- Gottfried Arnolds Auserlesene Send-Schreiben Derer Alten. Calvisius, Frankfurt am Main, Leipzig, Quedlinburg 1700.
- Gottfried Arnolds Erklärung/ Vom gemeinen Secten-wesen/ Kirchen- und Abendmahl-gehen; Wie auch Vom recht-Evangel. Lehr-Amt/ und recht-Christl. Freyheit. Fritsch, Leipzig 1700. Digitalisat und Volltext im Deutschen Textarchiv
- Wohlgegründete Remonstration An alle Hohe und Niedere Obrigkeiten/ Wie auch An alle andere bescheidene und vernünfftige Leser/ In puncto Des Gewissens-Zwanges in dem Kirchen-Wesen. 1700.
- Gottfried Arnolds Offenhertzige Bekänntniß/ von Ablegung seiner Profession. Müller, Frankfurt am Main, Leipzig 1700.
- Poetische Lob- und Liebes-Sprüche/ von der Ewigen Weißheit/ nach Anleitung Des Hohenlieds Salomonis. 1700.
- Gottfried Arnolds Endliche Vorstellung Seiner Lehre und Bekäntnisz auff Hrn. D. Veiels, seines Censoris und M. Corvini Anklagen. Fritsch, Frankfurt am Main 1701. Digitalisat
- Gottfried Arnolds Fernere Erläuterung seines sinnes und verhaltens beym Kirchen- und Abendmalgehen. Fritsch, Frankfurt am Main, 1701. Digitalisat
- Supplementa, Illustrationes und Emendationes Zur Verbesserung Der Kirchen-Historie. Fritsch, Frankfurt am Main 1703.
- Auffrichtige Anmerckungen Uber die bißher erregte Strittigkeiten/ Wegen der Kirchen- und Kätzer-Historie des Herrn Arnolds. 1703.
- Die Abwege Oder Irrungen und Versuchungen gutwilliger und frommer Menschen, aus Beystimmung des gottseeligen Alterthums angemercket. Fritsch, Frankfurt am Main 1708.
- Die Evangelische Botschafft Der Herrlichkeit Gottes In Jesu Christo. Fritsch, Leipzig 1727.
- Thomas von Kempis Geistreiche Schriften: 24 Bücher und die 4 Bücher der Nachfolge, Einleitung und Übersetzung: Gottfried Arnold, 1200+ Seiten, Leipzig 1733 Digitalisat

### Aktuelle Werkausgaben
- Antje Mißfeldt (Hrsg.): Gottfried Arnold. Radikaler Pietist und Gelehrter. Böhlau, Köln 2011, ISBN 978-3-412-20689-5. Darin sieben Aufsätze von Hanspeter Marti, Arnolds Dissertation über die Engelsprache (1687) und seine Offenhertzige Bekäntniß (1698).
- Hans Schneider (Hrsg.): Die erste Liebe. Evangelische Verlagsanstalt, Leipzig 2001. ISBN 3-374-01913-7.
- Erich Seeberg (Hrsg.): Dichtungen und spekulativ-mystische Schrift. Langen/Müller, München 1934. Auswahl aus: Gottliche Liebes-Funcken (1698, 1701) etc., siehe oben (Schriften) und „Werke von Gottfried Arnold bei Zeno.org“ unten (Weblinks). NA 2010: ISBN 978-3-8430-5041-8.
- Unparteiische Kirchen- und Ketzerhistorie vom Anfang des Neuen Testaments bis auf das Jahr Christi 1688. 4 Bände, Georg Olms, Hildesheim 2008 (3. Reprint d. Ausg. Frankfurt a. M. 1729). ISBN 978-3-487-01671-9.
- Hauptschriften in Einzelausgaben. frommann-holzboog, Stuttgart-Bad Cannstatt 1963, 1971.

Band 1: Das Geheimnis der göttlichen Sophia oder Weisheit. 1963 (Faks. d. Ausg. Leipzig 1700, Vorwort von Walter Nigg), ISBN 3-7728-0012-2.
Band 2: Historie und Beschreibung der mystischen Theologie. 1971 (Faks.-Neudr. d. Ausg. Frankfurt a. M. 1703). ISBN 3-7728-0013-0.

### Auktionskatalog zu Gottfried Arnolds Privatbibliothek
- Catalogus bibliothecae b[eati]. Godofredi Arnoldi, inspectoris et pastoris Perlebergensis. [o. O.], 1714.

Edition und Kommentar:
- Reinhard Breymayer: Der wiederentdeckte Katalog zur Bibliothek Gottfried Arnolds. In: Dietrich Blaufuß und Friedrich Niewöhner (Hrsg.): Gottfried Arnold (1666–1714) […]. Wiesbaden, 1995, S. 55–143 (Kommentar) und S. 337–410 (Faksimile-Neudruck).

## Forschungsliteratur zu Gottfried Arnold
Bibliographie der Forschungsliteratur zu Gottfried Arnold
- Hans Schneider [Marburg] (Bearb.): Arnold-Literatur 1714–1993. In: Dietrich Blaufuß und Friedrich Niewöhner (Hrsg.): Gottfried Arnold (1666–1714) […]. Wiesbaden, 1995, S. 415–424.

Einzelne Werke der Forschungsliteratur zu Gottfried Arnold
- Patrick Bahl: Der Pfarrer bei Gottfried Arnold – Gottfried Arnold als Pfarrer. Eine Untersuchung seiner Pastoraltheologie, seines Predigt- und Sakramentsverständnisses (= Beiträge zur historischen Theologie, Bd. 203). Mohr Siebeck, Tübingen 2023, ISBN 978-3-16-161539-9.
- Dietrich Blaufuß, Friedrich Niewöhner (Hrsg.): Gottfried Arnold (1666–1714). Mit einer Bibliographie der Arnold-Literatur ab 1714. Wiesbaden, 1995.
- Wolfgang Breul: Vom schnellen Ende der „ersten Liebe“. Die Reformation in Gottfried Arnolds Unparteiischer Kirchen- und Ketzerhistorie. In: Wolf-Friedrich Schäufele, Christoph Strohm (Hrsg.): Das Bild der Reformation in der Aufklärung (Schriften des Vereins für Reformationsgeschichte, Band 218). Gütersloher Verlagshaus, Gütersloh 2017, ISBN 978-3-579-05998-3, S. 236–252.
- Jürgen Büchsel: Gottfried Arnold: Sein Verständnis von Kirche und Wiedergeburt. Dissertation. Marburg 1968. Witten 1970.
- Franz Dibelius: Arnold, Gottfried. In: Realenzyklopädie für protestantische Theologie und Kirche. Band 2. 3. Auflage 1897, S. 122–124.
- Hermann Dörries: Geist und Geschichte bei Gottfried Arnold. Göttingen 1963.
- Gerhard Dünnhaupt: Gottfried Arnold. In: Personalbibliographien zu den Drucken des Barock. Band 1. Hiersemann, Stuttgart 1990, ISBN 3-7772-9013-0, S. 314–352.
- Dirk Fleischer: Zwischen Tradition und Fortschritt. Der Strukturwandel der protestantischen Kirchengeschichtsschreibung im deutschsprachigen Diskurs der Aufklärung. Waltrop 2006. S. 23–69.
- Gustav Frank: Arnold, Gottfried. In: Allgemeine Deutsche Biographie (ADB). Band 1, Duncker & Humblot, Leipzig 1875, S. 587 f.
- Katharina Greschat: Gottfried Arnolds „Unparteiische Kirchen- und Ketzerhistorie“ von 1699/1700 im Kontext seiner spiritualistischen Kirchenkritik. In: Zeitschrift für Kirchengeschichte. Band 116, Heft 1, Kohlhammer, Stuttgart 2005, ISSN 0044-2925, S. 46–62.
- Herman Haupt, Georg Lehnert: Chronik der Universität Gießen, 1607–1907. Alfred Tölpelmann, Gießen, 1907, S. 416 (doi:10.22029/jlupub-17390).
- Hanspeter Marti: siehe Antje Mißfeldt oben (Aktuelle Ausgaben)
- Irmfried Martin: Der Kampf um Gottfried Arnolds „Unparteyische Kirchen- und Ketzerhistorie“. Dissertation. Heidelberg 1972.
- Peter Meinhold: Arnold, Gottfried. In: Neue Deutsche Biographie (NDB). Band 1, Duncker & Humblot, Berlin 1953, ISBN 3-428-00182-6, S. 385 f. (Digitalisat).
- Antje Missfeldt (Hrsg.): Gottfried Arnold. Radikaler Pietist und Gelehrter. Köln (u. a.) 2011, ISBN 978-3-412-20689-5.
- Werner Raupp: Arnold, Gottfried (Pseudonym: Christophorus Irenaeus). In: Biographisch-Bibliographisches Kirchenlexikon (BBKL). Band 20, Bautz, Nordhausen 2002, ISBN 3-88309-091-3, Sp. 46–70 (Artikel/Artikelanfang im Internet-Archive).(mit ausführlicher Bibliogr.).
- Erich Seeberg: Gottfried Arnold. Die Wissenschaft und die Mystik seiner Zeit. Studien zur Historiographie und zur Mystik. Meerane 1923.
- Hans Schneider: Der radikale Pietismus im 17. Jahrhundert. In: Geschichte des Pietismus. Band 1. Göttingen 1993, S. 390–437.
- Hans Schneider: Der radikale Pietismus im 18. Jahrhundert. In: Geschichte des Pietismus. Band 2. Göttingen 1995, S. 107–197.
- Erich Seeberg: Gottfried Arnold – Mystiker des Abendlandes. Hrsg. R. F. Merkel. 1934.
- Andreas Urs Sommer: Geschichte und Praxis bei Gottfried Arnold. In: Zeitschrift für Religions- und Geistesgeschichte. Jg. 54, Heft 3. 2002, S. 210–243.
- Traugott Stählin: Gottfried Arnolds geistliche Dichtung, Glaube und Mystik. Dissertation. Göttingen 1963. Druck 1966.
- Eitel Timm: Das Politikum der Grösse. Goethes Institutionenkritik am Leitfaden der Depravationstheorie Gottfried Arnolds. In: Goethe Yearbook. Band 5. 1990. S. 25–45.
- Werner Raupp: Arnold, Gottfried. In: Heiner F. Klemme, Manfred Kuehn (Hrsg.): Dictionary of Eighteenth-Century German Philosophers. Band 1, London/New York 2010, S. 34–36.